# Rigel II
Die Rigel II ist ein 1981 als Visby in Dienst gestelltes Fährschiff der griechischen Reederei Ventouris Ferries. Sie ist seit 2015 auf der Strecke von Bari nach Durrës im Einsatz.

## Geschichte
Die Visby entstand unter der Baunummer 278 in der Öresundsvarvet in Landskrona und wurde am 25. Januar 1980 ausgedockt. Nach der Übernahme durch die Rederi AB Gotland am 10. Oktober 1981 wurden mehrere Mängel am Schiff, darunter neben technischen Problemen eine zu hohe Tonnage und damit verbunden ein für den Hafen von Visby zu großer Tiefgang festgestellt. Die Fähre kehrte daher für Verbesserungen zur Bauwerft zurück, gleichzeitig fanden im Hafen von Visby Baggerungen statt, um die Tiefe des Hafenbeckens zu vergrößern. Erst am 31. Mai 1981 konnte die Visby planmäßig den Fährbetrieb zwischen Visby und Nynäshamn aufnehmen. Ihr jüngeres Schwesterschiff Gotland wurde im Juni desselben Jahres abgeliefert.
Im Januar 1990 erhielt die Visby den neuen Namen Felicity, um ab März 1990 unter Charter von Sealink British Ferries zwischen Fishguard und Rosslare Harbour eingesetzt zu werden. Seit Dezember 1990 wurde sie auf derselben Strecke als Stena Felicity von der Stena Line bereedert. Nach dem Ende der dortigen Dienstzeit ging das Schiff im Juli 1997 für Umbauarbeiten nach Bremerhaven. Hierbei änderten sich unter anderem die Abmessungen von 142,62 auf 146,1 Meter Gesamtlänge, auch die Breite und die Tonnage der Fähre erhöhten sich.

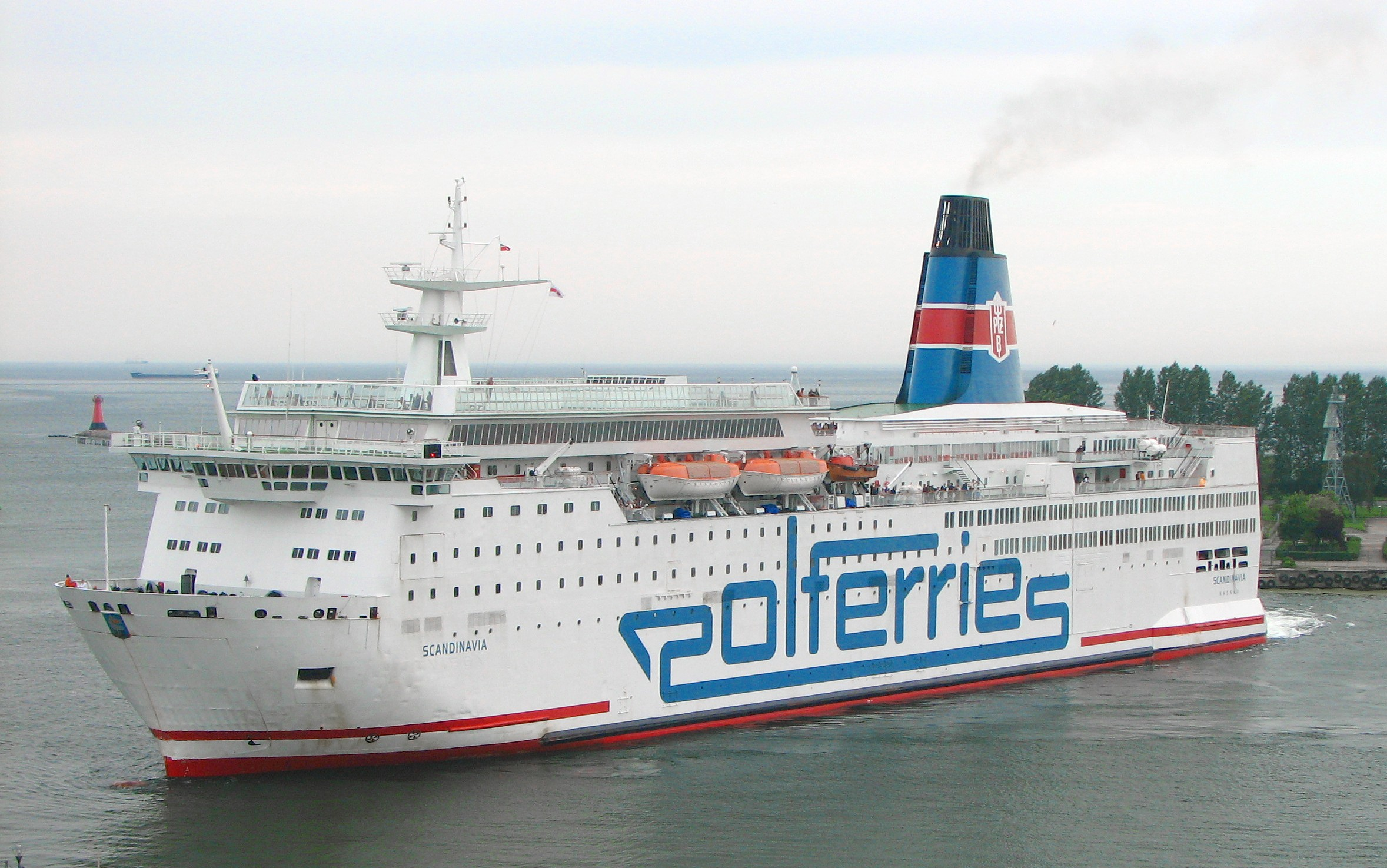
Als Scandinavia in Danzig, August 2006

Im Januar 1998 nahm das Schiff unter seinem alten Namen Visby unter Bereederung von Destination Gotland wieder den Dienst von Visby nach Nynäshamn auf. Nach fünf Jahren Einsatzzeit erhielt es nach Indienststellung einer neuen Visby zunächst den Namen Visborg, ehe es ab März 2003 auflag.
Neuer Betreiber wurde die polnische Reederei Polferries. Im Juli 2003 nahm die Fähre als Scandinavia den Fährdienst zwischen Danzig und Nynäshamn auf. Diese Strecke bediente das Schiff fast zwölf Jahre lang, ehe es im April 2015 als Rigel II an die griechische Reederei Ventouris Ferries ging. Am 2. Juli 2015 brach die unter der Flagge Zyperns stehende Rigel II zu ihrer ersten Überfahrt von Bari nach Durrës auf.
Die Rigel II besitzt neben mehreren Speisemöglichkeiten eine Café-Bar, ein Kino, einen Duty-Free-Shop, einen Konferenzraum und ein Spielzimmer. Das Schiff verfügt über Kabinen mit insgesamt 1.200 Betten, also für mehr als die Hälfte der insgesamt bis zu 2.300 Passagiere.